# أمانيتية
أمانيتية (الاسم العلمي: Amanitaceae) هي فصيلة من الفطريات المكونة لعيش الغراب. أمانيتا بيرس هو واحد من أكثر الأجناس الفطرية شهرة. الفصيلة في رتبة غاريقونيات والفطر الخيشومي. تتكون العائلة بشكل أساسي من الجنس الكبير أمانيت.